# Ermita de Santa María del Camino (La Garriga)
La ermita de Santa María del Camino (Santa Maria del Camí en catalán) situada en La Garriga (Provincia de Barcelona, España) tiene su origen en el siglo X, pero el actual edificio responde a modificaciones hechas en el siglo XII. La capilla fue construida sobre unas antiguas ruinas romanas. 
De planta prerrománica, en el edificio destaca arquitectónicamente la portada del siglo XII. Se trata de una capilla de una sola nave y cubierta con un arco fajón; en los muros incorpora elementos de construcciones más antiguas. La puerta de acceso tiene una arquivolta grabada con entrelazados de cesta que reposa sobre dos columnas con capiteles bellamente esculpidos. Es interesante el pequeño retablo de Santa María de finales del siglo XV.
Junto con la capilla de Santa María del Camino había un antiguo monasterio que fundó la abadesa Emma de San Juan de las Abadesas en 921 para su hermana Xixilona y en el marco de la política repobladora que la caracterizó. Ambas eran hijas del conde Wifredo el Velloso. 
Xixilona (o Cixilona o Quíxol), la priora, 24 años después de la creación del monasterio murió (945) y la sucedieron diversas prioras, de manera que el monasterio seguía funcionando e incluso se creó un hospital de donantes. En el siglo XIV el monasterio y el hospital fueron suprimidos por el obispo de Barcelona y solo permanece la ermita, al lado del Mas de Can Terrés de construcción muy posterior.
- Datos: Q5836340
- Multimedia: Santa Maria del Camí (la Garriga) / Q5836340